# Eisenbahn

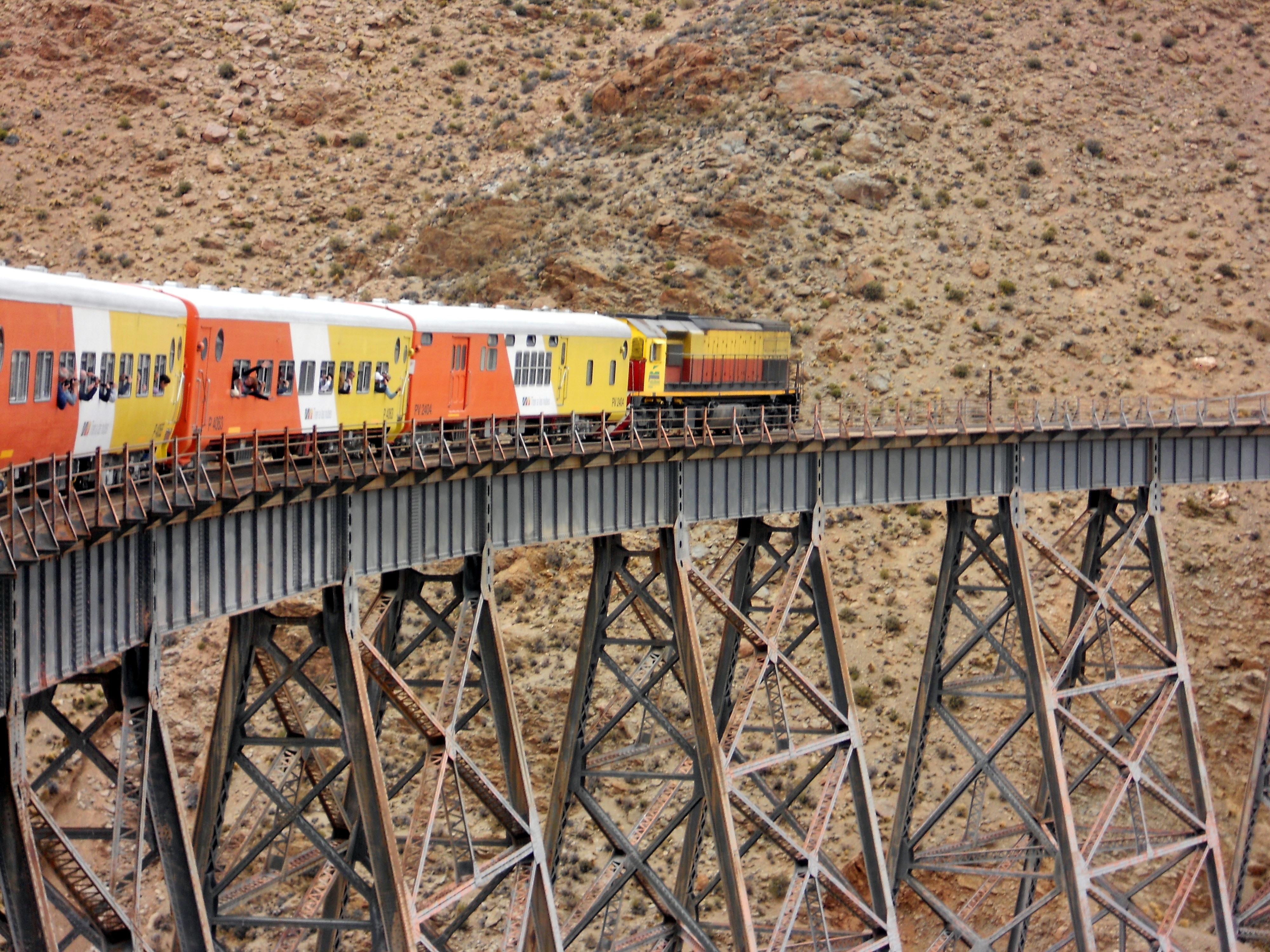
Eisenbahn, hier tren a las nubes (Argentinien)

Die Eisenbahn ist ein schienengebundenes Verkehrssystem für den Transport von Gütern und Personen. Eisenbahnen gehören zur Gruppe der Bahnen, d. h. der spur- und schienengebundenen Verkehrsmittel. Einschränkend ist Eisenbahn ein Fahrzeug oder eine Gruppe von Fahrzeugen dieses Verkehrssystems, also ohne die Summe aller Bahnanlagen und ohne den Bahnbetrieb.
Ursprünglich war mit dem Begriff Eisenbahn der im Bergbau im 18. Jahrhundert entstandene neuartige Fahrweg aus Eisen gemeint. Die Bahnen waren die Fahrbahnen für Schienenfahrzeuge. Als Antriebskraft dienten zuerst Pferde (siehe auch Pferdebahn).
2013 hatte das weltweite Eisenbahnnetz eine Länge von 1.148.186 Kilometern.

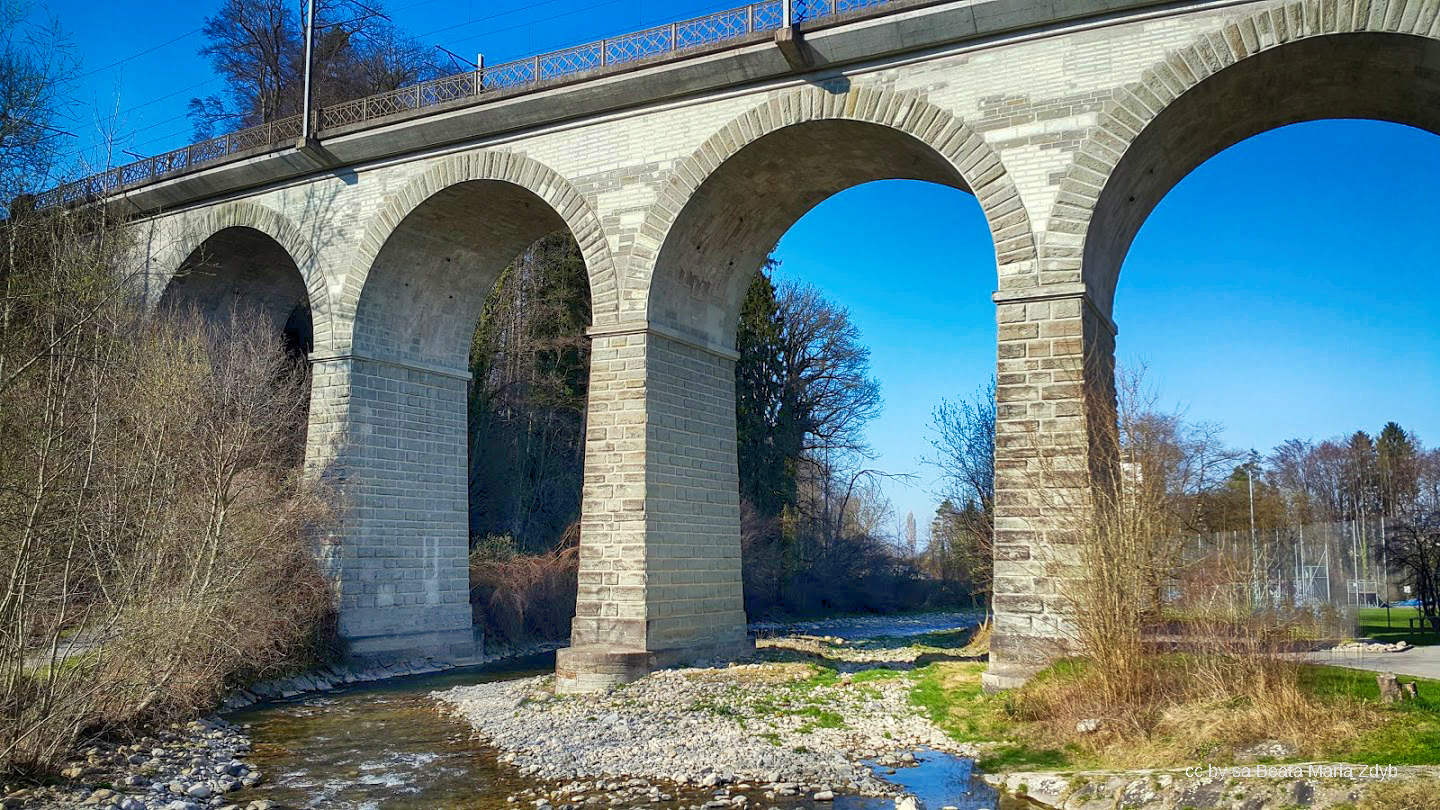
Goldachviadukt in der Schweiz

## Etymologie

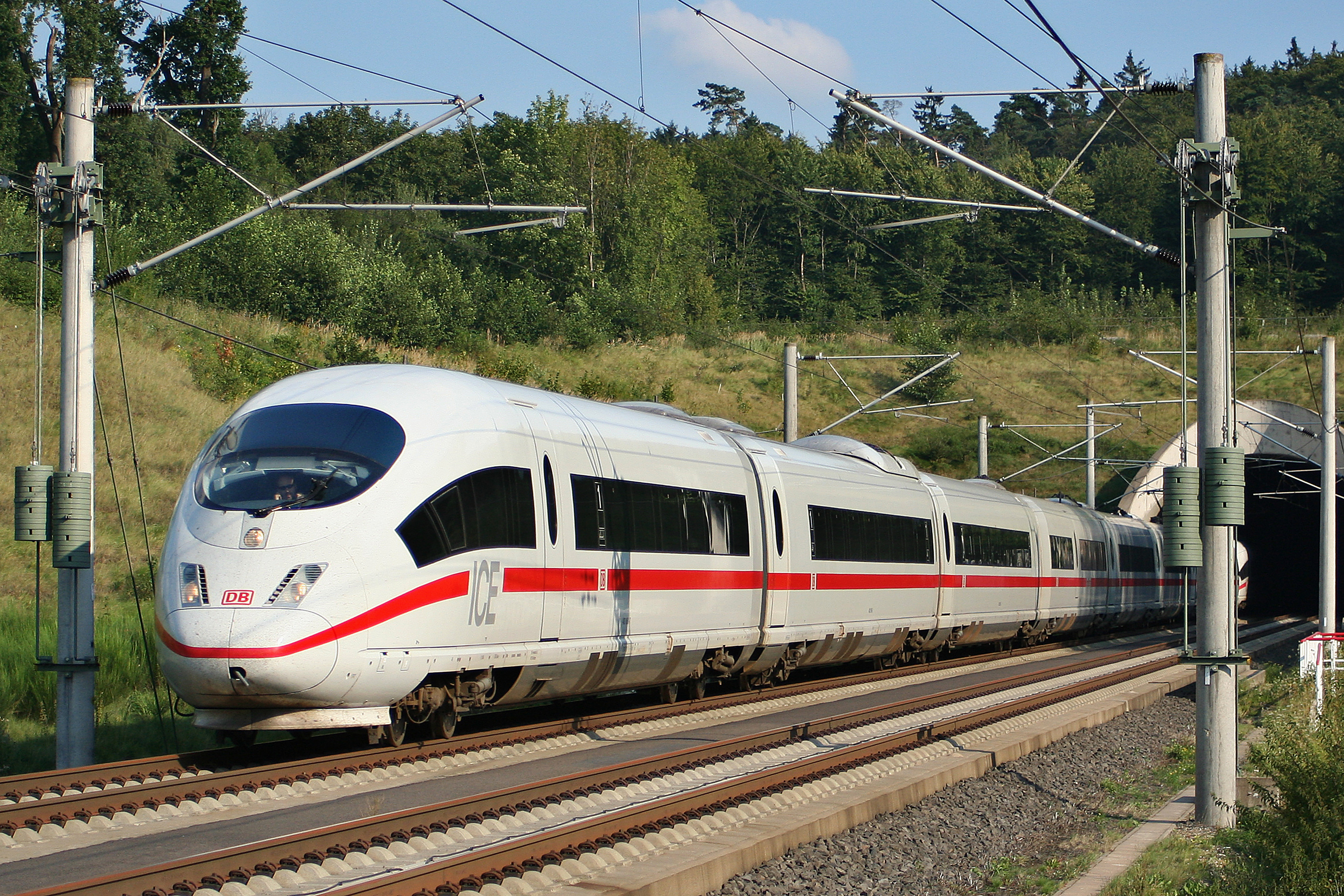
Der ICE 3, ein Hochgeschwindigkeitszug der Deutschen Bahn

Die Eisenbahn im heutigen Sprachgebrauch entstand zu Anfang des 19. Jahrhunderts aus der Verknüpfung des bereits jahrhundertealten Rad-Schiene-Systems mit maschinellen Antrieben der Fahrzeuge. In Großbritannien hatte man schon im 18. Jahrhundert die im Bergbau bis dahin gebräuchlichen Holzschienen mit Eisenplatten ausgerüstet, und "plateways" genannt. Das Gewicht der Antriebsmaschinen und die Forderungen an einen glatten Fahrweg für die schnelleren Fahrzeuge führten bald darauf zum Einsatz von auf Steinblöcken montierten Schienen aus Gusseisen ("railways"), die später aus Gründen der Spurstabilität auf quergelegten Schwellen aus Holz montiert wurden. Daraus leitet sich der Name „eiserne Bahn“ beziehungsweise Eisenbahn ab.
Der allgemeinere Begriff Bahn bezeichnet also zunächst den Fahrweg oder die Linie, auf dem/der sich ein Objekt bewegt. Erhalten ist diese Bedeutungsfacette der Bahnung noch in den Begriffen Fahrbahn, Autobahn, Flugbahn oder Start- und Landebahn. Der Begriff Eisenbahn ist somit die Präzisierung einer besonderen Art von Fahrweg. Erst davon abgeleitet wird das Wort Eisenbahn für das ganze Verkehrsmittel, mithin Fahrweg und Fahrzeuge, benutzt (pars pro toto), was wiederum oft verkürzt wird auf Bahn. Die Deutsche Bahn AG benennt auch Zuggattungen so, beispielsweise mit Regionalbahn.
Auch in anderen Sprachen bezeichnet das Grundwort ursprünglich den Fahrweg und erst später das ganze Verkehrssystem: franz. chemin de fer „Eisenweg“, ndl. spoorweg, span. ferrocarril „Eisenspur“, russ. schelesnaja doroga „eiserner Weg“, engl. railroad „Schienenstraße“ oder railway „Schienenweg“, ung. vasút „Eisenweg“, ital. ferrovia „Eisenweg“, griech. Σιδηρόδρομος (Sidiródromos) „Eisenweg“, schwed. Järnväg „Eisenweg“, türk. demiryolu „Eisenweg“, finn. Rautatie „Eisenweg“, kro. željeznica „eiserne Wege“, chin. 鐵路/铁路 (tiělù) „Eisenweg“, jap. 鉄道 (tetsudō) „Eisenweg“, kor. 철도 (cheoldo) „Eisenweg“.

## Geschichte und Bedeutung

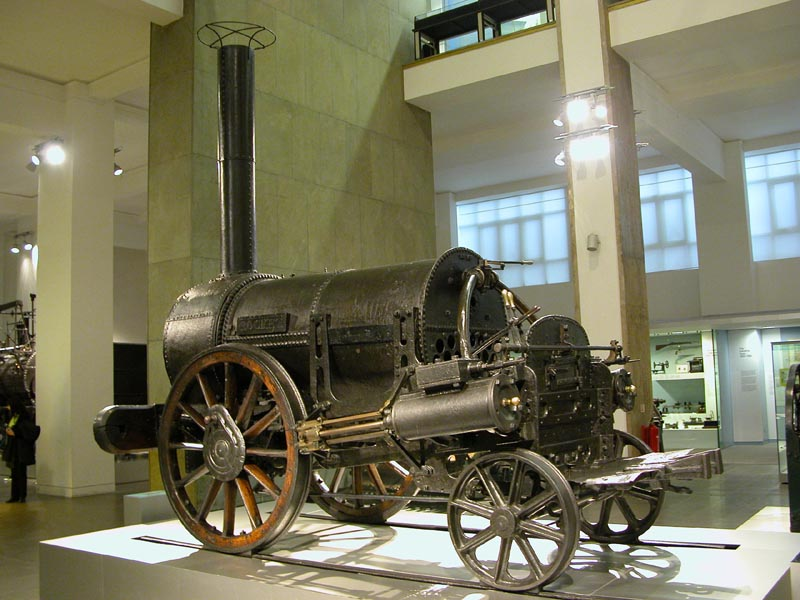
Stephensons The Rocket („Die Rakete“), 1829

Spurrillen, um Fuhrwerke auf Straßen zu führen, gab es seit vorgeschichtlicher Zeit. Die Entwicklung, die zur Eisenbahn führte, fand jedoch nicht auf öffentlichen Straßen statt, sondern im Bergbau, wo es spätestens seit 1530 auf hölzernen Gleisen fahrende Hunte oder Loren gab. Bis zum Ende des 18. Jahrhunderts entwickelte sich im englischen Bergbau das System mit spurkranzgeführten Rädern. Das führte zu Pferdebahnen.
Der Beginn der Geschichte der Eisenbahn im heutigen Sinne, maschinell gezogen, ist das Jahr 1804, als Richard Trevithick die erste Dampflokomotive in Betrieb nahm. Allerdings lief seine Maschine noch auf Rädern ohne Spurkränze. Die Spurführung wurde mittels Spurrollen gegen die inneren Flanken der Schienen gewährleistet. Dieses Führungsprinzip wurde in jüngerer Vergangenheit beim Spurbus wieder aufgegriffen. Erste Eisenbahnfahrzeuge in Bergwerken wurden durch Seilwinden bewegt, was auch heute noch als Standseilbahn oder Kabelstraßenbahn vorkommt.
Die erste öffentliche Eisenbahn mit Dampfloks war die 1825 eröffnete Stockton and Darlington Railway in England, die neben Gütern zum ersten Mal auch Personen beförderte. Sie funktionierte bereits nach dem Prinzip der heutigen spurkranzgeführten Eisenbahn und setzte den Standard für die (als Normalspur bezeichnete) Spurweite von 1435 mm.
Die Eisenbahn entwickelte sich im 19. Jahrhundert binnen weniger Jahrzehnte zu einem vernetzten Verkehrssystem, das die Reisezeiten in Europa und Nordamerika drastisch verkürzte. Sie wirkte dabei als Katalysator der industriellen Revolution, da sie einerseits die infrastrukturellen Voraussetzungen für die Entwicklung der Schwerindustrie schuf und andererseits selbst eine gewaltige Nachfrage nach Eisen, Stahl und Maschinen erzeugte. Der moderne Brückenbau und Tunnelbau entstand, um Bahnstrecken zu realisieren. 
Die umwälzende Bedeutung der Eisenbahn wurde schon früh erkannt; in Deutschland wurde z. B. 1834 kurz vor dem Bau der ersten Eisenbahnstrecke von Nürnberg nach Fürth geschrieben:

„[Der Dampfwagen eilt] durch die volkreichsten Straßen, ohne Gefahr für die Zuschauer dahin, eine völlige Umwandlung aller Weltverhältnisse versprechend und vorbereitend, denn mit Vogelschnelligkeit […] läuft er daher, alle Entfernungen auf den vierten Theil zusammenziehend, wie es die Dampfboote auf dem Meere thun. – Wahrscheinlich wird sich diese nützliche Erfindung bald auch über Deutschland verbreiten, wozu die (Pferde)Eisenbahn in Böhmen, und die zwischen Belgien und Preußen die erste Gelegenheit bieten dürfte […]“

Die moderne Aktiengesellschaft ist eine Reaktion auf den Kapitalbedarf der Eisenbahnprojekte; kein privater Investor konnte sie alleine finanzieren. Die Grundlage für ein mitteleuropäisches Eisenbahnnetz legte der Nationalökonom Friedrich List. 

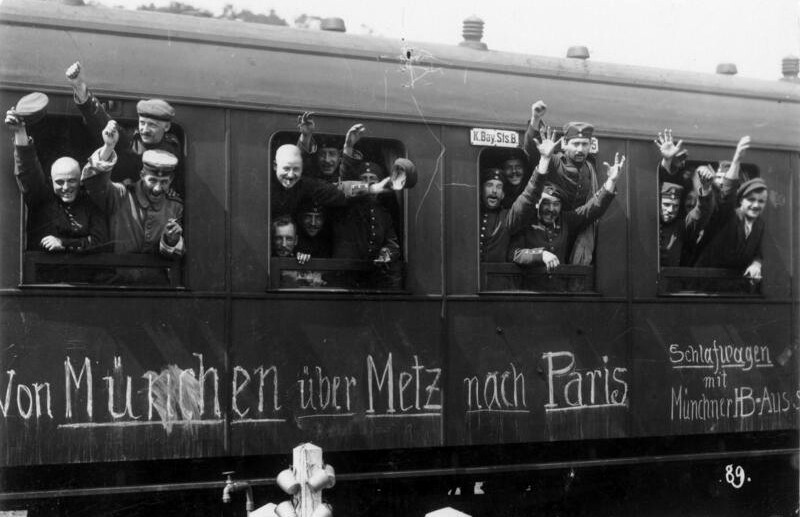
Militärische Nutzung: deutscher Truppentransport 1914

In den Kriegen des 19. Jahrhunderts zeigte sich die strategisch überragende Bedeutung eines gut ausgebauten Schienenverkehrssystems. Insbesondere der Deutsch-Französische Krieg gilt als Beispiel für die kriegsentscheidenden Vorteile eisenbahngestützter Truppen-Mobilmachung und -versorgung (Nachschub, Rückwärtige Dienste, Train). Deshalb nahmen sich die Regierungen der europäischen Staaten schnell der Förderung und Regelung des jeweiligen nationalen Eisenbahnwesens an (auch: Trend zur Staatsbahn; Verstaatlichung von Privatbahnen). Die militärische Bedeutung der Eisenbahn war im Ersten Weltkrieg am größten; danach wurden Militärfahrzeuge und Transportflugzeuge wichtiger. Panzerzüge erlangten keine große Bedeutung.
Zwischen den Weltkriegen begann die massenhafte Verbreitung des Kraftfahrzeugs als Verkehrsmittel, die in den folgenden Jahrzehnten überall in der westlichen Welt die Stilllegung großer Teile des Eisenbahnnetzes zur Folge hatte. Die Verkehrsleistung der Bahnen wuchs zwar weiter, aber nicht in so starkem Maße wie die des motorisierten Individualverkehrs. Im Güterverkehr hat die Bahn in Nordamerika eine sehr starke Stellung behalten. In Europa und vor allem in Japan konnte sich die Eisenbahn im Personenverkehr behaupten, unter anderem durch den Ausbau des Hochgeschwindigkeitsverkehrs.
Nach den Länderdatenangaben der CIA haben die Eisenbahnstrecken weltweit einen Gesamtumfang von 824.550 Kilometern. Nordamerika (275.000 km), die EU-Mitgliedstaaten (236.000 km), Russland (87.000 km), China (über 75.000 km) und Indien (über 63.000 km) zusammen stellen dabei mehr als die Hälfte dieser Streckennetze. Auf den anderen Kontinenten der Erde haben die Staaten Australien (mit 38.550 km), Argentinien (mit 32.000 km), Südafrika (mit 21.000 km) und Mexiko (mit rund 18.000 km) die umfangreichsten Netze. In der Rangfolge der Staaten mit den umfangreichsten Eisenbahnnetzen steht Deutschland laut CIA-Angaben mit knapp 42.000 km an sechster Stelle hinter Kanada.
Für die heutige Fortbewegung über weite Strecken werden maschinelle Antriebe in den Transportfahrzeugen selbst (Triebwagen) oder spezielle Zugfahrzeuge (Lokomotiven) verwendet. Als Weiterentwicklung der Eisenbahn können spurgeführte Einschienenbahnen wie z. B. die Magnetschwebebahn betrachtet werden.
Straßenbahnen, Stadtbahnen, U-Bahnen, Hochbahnen und schienengebundene Bergbahnen (siehe auch Bahn) sind technisch gesehen Eisenbahnen, werden aber je nach Land teilweise mit abweichenden Bau- und Betriebsvorschriften gegenüber anderen Eisenbahnen behandelt.

## Bahnanlage

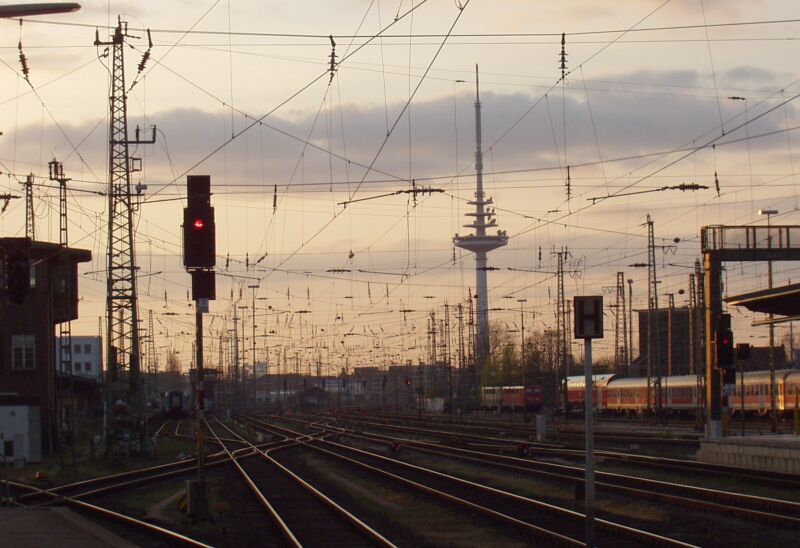
Bahnanlage (in Bremen)

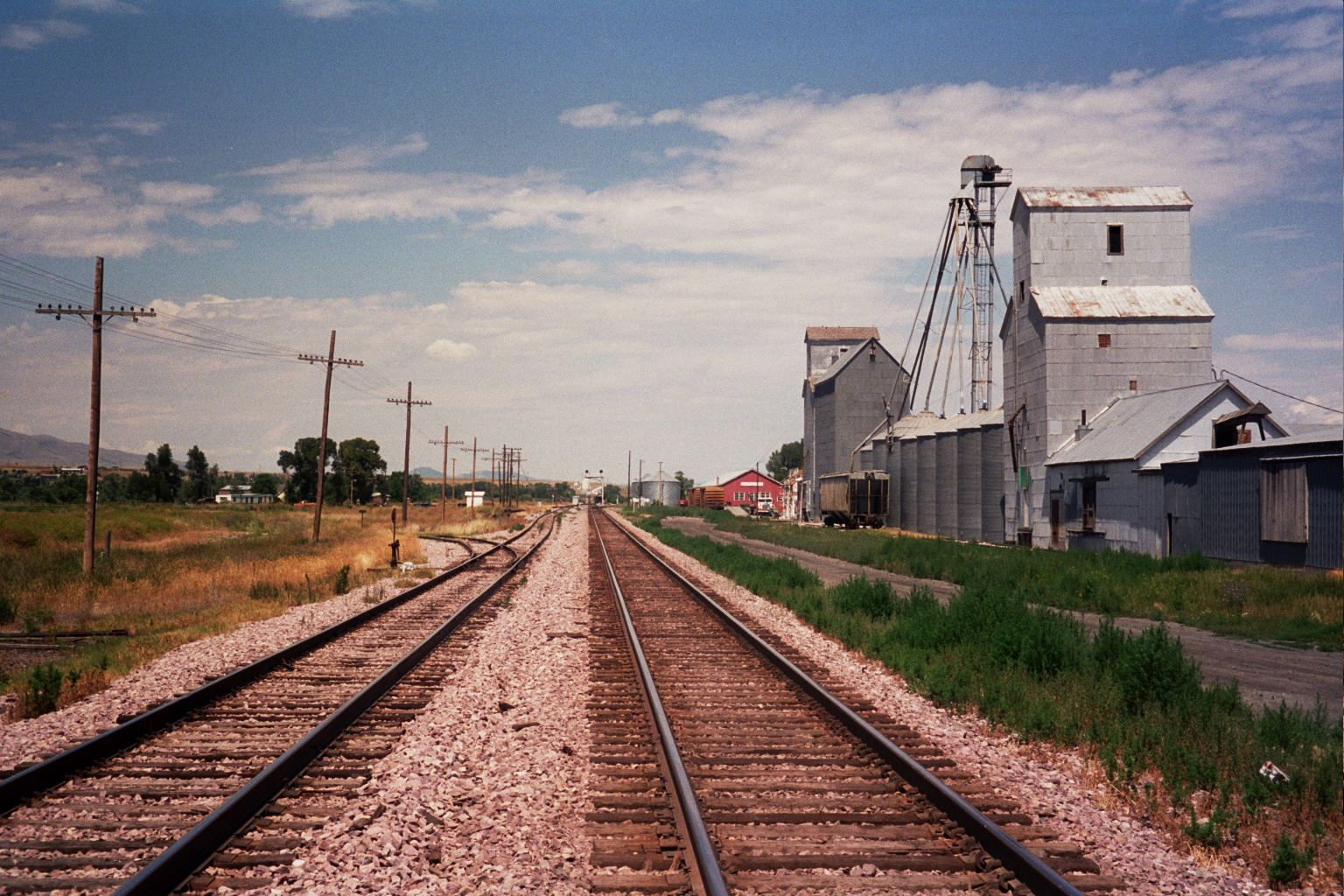
Railroad in Montana, Vereinigte Staaten

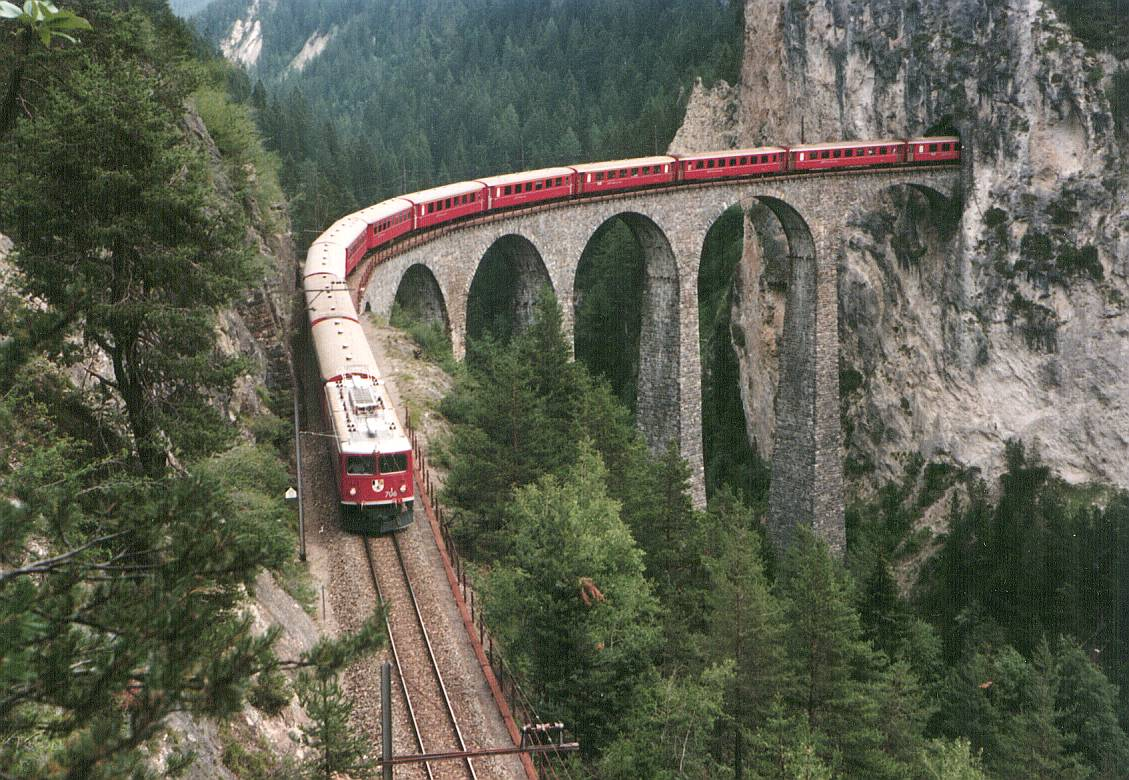
Landwasserviadukt der Albulabahn

Als Bahnanlage bezeichnet man die Eisenbahninfrastruktur. Sie umfasst das Schienennetz, Gebäude und weitere technische Anlagen, wie z. B. Signale, die zum Betrieb einer Eisenbahn nötig sind.

### Gleis, Ober- und Unterbau
Beim herkömmlichen Gleis werden die Schienen in kurzen Abständen auf quer liegenden Schwellen befestigt. Die Befestigung erfolgt mit verschiedenen Systemen, z. B. Nägel oder Klemmen (das sogenannte Kleineisen). Die Befestigung stellt die Spurweite sicher und verhindert ein Wandern der Schiene in Längsrichtung. Die Schwellen bestehen aus imprägniertem Holz oder in neuerer Bauweise aus Spannbeton. In geringerem Umfang werden Schwellen aus Stahl verwendet.
Der Gleisrost aus Schwellen und Schienen wird in einem Gleisbett (meist aus Schotter) gelagert, das die statischen und dynamischen Kräfte aufnimmt und in den Unterbau weiterleitet. Der Oberbau besteht aus dem Gleis und seiner Bettung. Ein moderner Oberbau (z. B. auf der Hochgeschwindigkeitsstrecke von Frankfurt am Main nach Köln) hat ein Gleisbett aus Beton, auf dem die Schienen mit Dämpfungselementen montiert sind. Diese Feste Fahrbahn genannte Bauweise erlaubt sehr hohe Geschwindigkeiten bei größerer Laufruhe.
Eisenbahnstrecken erlauben keine große Steigung und erfordern große Kurvenradien. Dafür ist besonders im Gebirge ein aufwändiger Unterbau mit Kunstbauten nötig. Viele Gebirgsstrecken sind aufgrund von aufwändigen Brücken und Tunneln bekannt. Beispiele sind die Semmeringbahn in Österreich oder die Albulabahn sowie die Berninabahn in der Schweiz.
Wichtige Eisenbahnstrecken (Hauptbahnen) und solche mit einer großen Verkehrsdichte werden meistens zweigleisig gebaut. Auf mehrgleisigen Strecken können Eisenbahnzüge unterwegs kreuzen und in betrieblichen Sonderfällen mit Einschränkungen überholen. Das ist auch auf eingleisigen Strecken möglich. Man lässt einen Zug auf freier Strecke mittels einer Weiche in eine sog. Überholung fahren. Dort wartet dieser Zug, bis der nachfolgende Zug vorbeigefahren ist. Am Ende dieser Überholung befindet sich wieder eine Weichenverbindung, die dem Zug, der überholt wurde, die Weiterfahrt auf der Strecke ermöglicht. So kann man auf eingleisigen Strecke auch entgegenkommende Fahrten realisieren. Überholen kann man auch in mehrgleisigen Bahnhöfen, die über mindestens eine Weiche verfügen müssen.

### Elektrifizierung
Elektrische Triebfahrzeuge benötigen eine Fahrstromversorgung. Der Strom wird meistens über eine Oberleitung über dem Gleis zugeführt, seltener – hauptsächlich bei U-Bahnen oder den S-Bahnen von Berlin und Hamburg – über eine Stromschiene seitlich neben dem Gleis oder zwischen den Schienen. Zum System der Stromversorgung gehören auch die Unterwerke, über die der Strom eingespeist wird. Einige Bahngesellschaften betreiben auch eigene Kraftwerke und Übertragungsleitungen für Bahnstrom.

### Bahnhöfe
„Bahnhöfe sind Bahnanlagen mit mindestens einer Weiche, wo Züge beginnen, enden, ausweichen oder wenden dürfen.“

Es gibt eine Vielzahl von Bahnhofsarten:
- Hinsichtlich der Bauweise unterscheidet man Kopfbahnhöfe, wo Strecken enden, von Durchgangsbahnhöfen, die von Strecken durchlaufen werden, Reiterbahnhöfe, die über und nicht neben den Schienen angeordnet sind (insbesondere bei Verlauf der Strecke in einem Einschnitt).
- Hinsichtlich der Funktion gibt es Personenbahnhöfe, die dem Ein-, Aus- und Umsteigen von Fahrgästen dienen, Güterbahnhöfe, wo Güter ein-, aus- und umgeladen werden, Rangier- oder Verschiebebahnhöfe, wo Züge zerlegt und neu zusammengestellt werden, aber auch Betriebsbahnhöfe, die dem Abstellen und der Wartung von Schienenfahrzeugen dienen.

Umgangssprachlich wird als „Bahnhof“ meist ein Empfangsgebäude bezeichnet, das dem Personenverkehr dient, auch wenn die dazugehörigen Gleisanlagen fachsprachlich kein Bahnhof, sondern zum Beispiel ein Abzweig oder ein Haltepunkt der freien Strecke sind.

## Fahrzeuge
Schienenfahrzeuge der Eisenbahn werden als Züge oder Rangierfahrten geführt, die aus einem oder mehreren hintereinander gekuppelten Eisenbahnwagen bestehen, oder als einzeln fahrende Lokomotive. Ein solcher Zug wird meistens von einer oder von mehreren Lokomotiven gezogen oder geschoben. Ein Triebzug hat eine eigene Antriebsanlage, die sich entweder im Kopf- und/oder Endwagen (Triebkopf) befindet oder über die Wagen verteilt ist (Triebwagenzug).
Lokomotiven, Triebköpfe und Triebwagen fasst man unter dem Begriff Triebfahrzeug zusammen. Entsprechend spricht man bei der Bahn von Triebfahrzeugführer – der Begriff „Lokführer“ ist umgangssprachlich – für den Mitarbeiter, der das Fahrzeug führt. Im Fachjargon gebraucht man auch den Oberbegriff rollendes Material oder Rollmaterial für alle Fahrzeuge der Eisenbahn.
Der Antrieb erfolgte in den Anfangszeiten der Eisenbahn durch Zugtiere (Pferdebahn), später mit Dampfmaschinenantrieb, ab 1879 mit Elektroantrieb (erfunden von Werner von Siemens), ab 1900 auch mit Otto- bzw. Dieselmotor-Antrieben und in moderner Zeit auch mit Turbinen. Die Motoren- und Maschinenantriebe drehen meist die Räder, die auf den Schienen abrollen und dadurch das Fahrzeug bewegen.
Mitunter kommen dazu auch Hilfsmittel, z. B. Zahnstangen zwischen den Schienen (Zahnradbahn), Reibradantriebe (Fell-Lokomotive), zum Einsatz. Experimentell wurden auch Propeller- und Strahlantriebe erprobt, die sich jedoch nicht bewährt haben. Die früher üblichen ortsfesten Seilwinden, um Züge auf Steilstreckenabschnitten zu befördern, sind durch die Entwicklung des Lokomotivantriebs mittlerweile unnötig geworden. Fallweise existieren Seilwinden noch in Waggonverschiebebereichen von Häfen, Werkstätten für Waggons oder großen Betrieben. Wo die Schienen in eine Fahrbahn eingelassen sind, können auch Zugmaschinen (Lkw) zum Schieben mit Platte oder Ziehen mit festem Seil oder per Seilwinde eingesetzt werden.
Eher historisch wurden in manchem Bergbau Hunte auch von Hand geschoben. Wagen einer Hausrollbahn wurden etwa in Wien z. B. von der Werkstätte in einem der Höfe eines Hauses durch eine niedrige Durchfahrt bis zur Gehsteigkante von bis zu vier Menschen geschoben. Auf Hauptstrecken und in dichtbesiedelten Gebieten wird der Elektroantrieb bevorzugt, ansonsten Dieselantriebe. Ausnahme ist Nordamerika, wo es fast keine elektrifizierten Fernstrecken mehr gibt.
Die große Landmasse Eurasiens ist weiterhin führend in Sachen Eisenbahninfrastruktur und -betrieb. Dies wird unter anderem reflektiert durch das Marktvolumen für die Bahnindustrie, bei welchem Asien bei etwas abflachendem Wachstum Westeuropa mit 48,9 Milliarden Euro pro Jahr mittlerweile überholt hat. Gesamteuropa liegt mit 55,1 Milliarden Euro weiterhin vorne. Eurasien insgesamt macht 74 % des weltweiten Marktes der Bahnindustrie aus, was durch laufende Infrastrukturprojekte noch weiter verstärkt werden könnte.

## Bahnbetrieb
Eisenbahnen sind häufig im Eigentum eines Staates oder werden von ihm betrieben (Staatsbahnen), sie können aber auch in Privateigentum sein (Privatbahnen). Diese Begriffe beziehen sich nur auf die Eigentumsverhältnisse, nicht auf die öffentliche oder nicht-öffentliche Nutzung. Eisenbahnen, gleichgültig ob Staats- oder Privatbahnen, werden in der überwiegenden Mehrheit als öffentliche Verkehrsmittel betrieben und können von jedem gegen Entgelt genutzt werden.

### Bahngesellschaft
Für den Bahnbetrieb, das heißt, die sichere und pünktliche Durchführung von Zugfahrten, sind die Eisenbahngesellschaften zuständig. Traditionell wurden die Züge oftmals von derselben Gesellschaft wie die Infrastruktur betrieben. Seit dem Ende des 20. Jahrhunderts ist in der Europäischen Union eine organisatorische Trennung von Infrastruktur und Verkehr für einen diskriminierungsfreien Netzzugang zu gewährleisten.

### Sicherheit

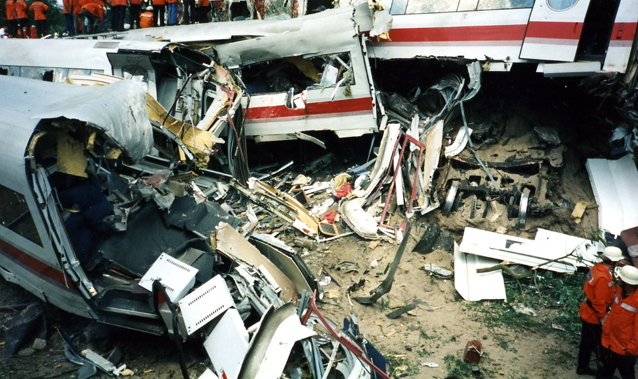
Unglücksstelle in Eschede

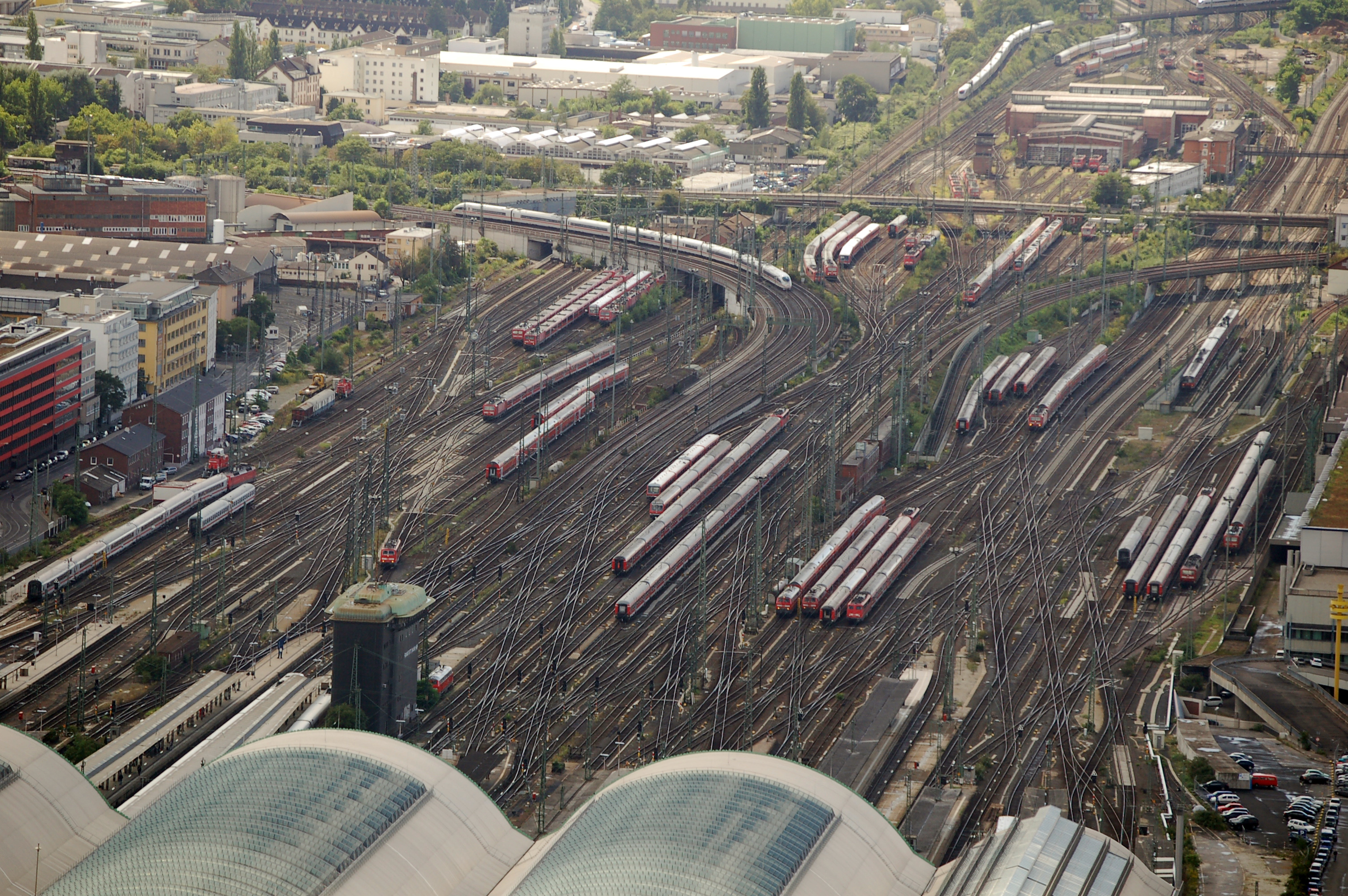
Eisenbahnen sind spurgeführt und können Hindernissen nicht beliebig ausweichen, allerdings auf festgelegten Fahrwegen auch sicher und exakt geführt. Sie können geortet werden.

Die Technik des Schienenverkehrs hat viele Vorteile, birgt aber auch Gefahren. Eisenbahnzüge haben wegen der großen bewegten Massen und der geringen Reibung einen langen Bremsweg. Wegen der Spurführung ist es unmöglich, die Fahrtrichtung aus Schienenfahrzeugen heraus unmittelbar zu beeinflussen und zu lenken. Neben frontalen und seitlichen Kollisionen (in der Fachsprache Gegenfahrt bzw. Folgefahrt und Flankenfahrt) führen auch Entgleisungen zu Schäden. Aber auch andere in der Öffentlichkeit weniger bekannte, selten auftretende Mechanismen wie das Kippen bei starken Seitenwinden können schwere Unfälle verursachen und werden in den entsprechenden Vorschriften berücksichtigt.
Dass die Eisenbahn dennoch als sicherer Verkehrsträger gilt und es nur selten zu einem schweren Unfall kommt, ist verschiedenen technischen und betrieblichen Maßnahmen sowie strenger Kontrolle durch die zuständigen Behörden zu verdanken. Ähnlich wie im Luftverkehr, wird im Eisenbahnverkehr nur eine sehr geringe Häufigkeit gefährlicher Ereignisse akzeptiert, weshalb hohe Anforderungen an die Sicherheitsintegrität der eingesetzten Technik gestellt werden.
Triebfahrzeuge und Bahnanlagen haben Sicherheitseinrichtungen, die einen möglichst gefahrenfreien Betrieb gewährleisten sollen. Dazu gehören Eisenbahnsignale, Stellwerke und Zugsicherungssysteme, auf den Fahrzeugen die Bremsen, Zugbeeinflussungssysteme und die Sicherheitsfahrschaltung. Die Sicherungssysteme werden auf Basis bewährter Technologien nach dem Fail-Safe-Prinzip gestaltet und (insbesondere nach Erkenntnissen über Fehler und Unfallursachen) weiterentwickelt.
Stellwerke stellen durch mechanische, elektrische und elektronische Mittel sicher, dass Weichen, Signale und andere technische Einrichtungen stets nur so gestellt werden, dass sich Züge nicht gegenseitig oder durch zu hohe Geschwindigkeiten selbst gefährden können oder gefährdet werden, indem sich unter ihnen Weichen oder andere Einrichtungen verstellen. Für Rangierfahrten gelten nicht alle Anforderungen, so kann bei älteren (mechanischen und elektromechanischen) Stellwerken z. B. eine Weiche während des Befahrens unter dem Fahrzeug umgestellt werden, da diese nicht festgelegt sein müssen. Durch die Eigenschaften der Schienen bzw. der Spurführung können Zug- und Rangierfahrten abschnittsweise geortet und für die Stellwerke relevante Belegungen von Gleisen erkannt werden.
Bahnübergänge, an denen Straßen und Wege die Eisenbahn in einer Ebene kreuzen, werden durch Schranken, Lichtzeichen, Schilder oder andere Einrichtungen gesichert. Technisch gesicherte Bahnübergänge sind meist ebenfalls in die Stellwerkstechnik eingebunden. Insbesondere von Bahnübergängen als Kontaktpunkt mit anderen Verkehrssystemen geht aber eine Unsicherheit aus, weshalb Bahnübergänge stückweise beseitigt und nur noch in Ausnahmefällen bei Neubaustrecken genehmigt werden. Die an Bahnübergängen in den Eisenbahnverkehr eingetragenen Risiken sind nicht unerheblich. Andererseits beschränken Bahnübergänge auch die Verfügbarkeit und Notfallversorgungsgüte durch Rettungsdienste im Straßenverkehr.
Nachdem man sich vom Fahren auf Sicht in den Anfangsjahren der Bahnen als allgemein angewandtes Verkehrsprinzip verabschiedet hatte, wurde eine Strecke in Blockabschnitte unterteilt. Durch einen Streckenblock wird technisch sichergestellt, dass sich in einem Abschnitt nur ein Zug befindet und Züge im festen Raumabstand fahren. Schon früh wurde begonnen, Sicherheitsverantwortung vom Menschen auf die Technik zu übertragen. So wurde die Belegung eines Blockabschnitts anfangs völlig manuell durch Bahnbedienstete aufgelöst, wenn diese erkannt haben, dass ein Zug den Blockabschnitt geräumt hat. Nach Unfällen wurde schon zu Beginn des 20. Jahrhunderts technisch sichergestellt, dass den Bediensteten auch tatsächlich ein Zug (zumindest ein Teil davon) passiert hat. Durch zukünftige Sicherungssysteme wird erhofft, dass Eisenbahnen im wandernden Raumabstand fahren können und somit die Kapazität und Energieeffizienz von Eisenbahnstrecken ohne Sicherheitseinbußen gegenüber der festen Einteilung in Blockabschnitte erhöht werden kann. Eisenbahnen insbesondere in Nordamerika werden auch im Zeitabstand gefahren. Besonders formalisierte und abgesicherte Kommunikationsprotokolle zwischen den an der Strecke und auf den Fahrzeugen beteiligten Mitarbeitern sowie eine exakte Buchführung tragen zur Sicherheit bei; so ist der Modus, wie einem Fahrzeug die Weiterfahrt bei einem gestörten Signal erteilt werden kann, präzise festgelegt, und potenziell gefährliche Bedienhandlungen im Stellwerk müssen schriftlich dokumentiert werden. Sicherheit wird aber zunehmend nur auf Rückfallebenen durch menschliche Organisation und Handlungen gewährleistet. Besonders viel Sicherheitsverantwortung tragen Menschen selbst noch bei Betriebsverfahren wie dem Zugleitbetrieb auf Nebenstrecken.
Auf Hochgeschwindigkeitsstrecken bzw. für Züge mit Regelgeschwindigkeiten von über 160 km/h wurde in Deutschland die Linienzugbeeinflussung eingeführt. Hierbei wird dem Triebfahrzeugführer per Führerstandssignalisierung angezeigt, wie weit er noch mit welcher Geschwindigkeit fahren darf. Die Signale an der Strecke werden dunkel geschaltet, wenn sie der Führerstandsignalisierung widersprechen. Die Sicherungstechnik des Zuges berechnet aus dem Abstand die mögliche augenblickliche Geschwindigkeit und überwacht das korrekte Bremsen des Zuges. Mit ETCS, ERTMS und GSM-R sollen in den nächsten Jahrzehnten europaweite Standards zur Zugsicherung, -lenkung und Kommunikation eingeführt werden.
Einen wesentlichen Beitrag zur Sicherheit liefert eine exakte Gleislage und deren regelmäßige Kontrolle. Da sich die Gleislage infolge des Verkehrs und witterungsbedingt ändert, wird in festen Zeitabständen die Gleisgeometrie vermessen und, wenn erforderlich, korrigiert. Zur Vermessung werden spezielle Gleismessfahrzeuge eingesetzt.
Die für Sicherheit im Eisenbahnverkehr zuständige Behörde ist in Deutschland das Eisenbahn-Bundesamt, in der Schweiz das Bundesamt für Verkehr und in Österreich das Bundesministerium für Klimaschutz, Umwelt, Energie, Mobilität, Innovation und Technologie. Diese Behörden lassen sowohl die eingesetzte Infrastruktur- und Sicherheitstechnik als auch die Fahrzeuge zu und begutachten normgerechte und nachgewiesen sichere Gestaltung der Anlagen und Technologien. Auf europäischer Ebene befasst sich die Europäische Eisenbahnagentur in Valenciennes mit Sicherheit und erstellt teils Vorgaben für die nationalen Behörden und ist bestrebt, die Sicherungssysteme in Europa zu vereinheitlichen. Für die Sicherheit gegen gewollte Gefährdungen sind Bahnpolizeien zuständig. Diese sind die Bundespolizeien in Deutschland und in Österreich sowie die Bahnpolizei der SBB in der Schweiz. Unterstützt werden diese meist durch Sicherheitsfirmen der Bahngesellschaften.

### Fahrplan
Das wichtigste Werkzeug im Bahnbetrieb ist der Bildfahrplan. Er wird so gestaltet, dass ein optimaler Betrieb möglich ist. Bei der Planung müssen verschiedene Faktoren berücksichtigt werden: Kreuzungsmöglichkeiten in Bahnhöfen und auf der Strecke, die mögliche Höchstgeschwindigkeit des Zuges, Mindestabstand zwischen zwei aufeinanderfolgenden Zügen (gegeben durch den Abstand der Blocksignale auf der Strecke) und Anschlüsse zu anderen Zügen sowie weitere Abhängigkeiten (Zuggewicht, Zugkraft, Neigungen, Krümmungen, Bremsvermögen usw.). Wesentlich für einen wirtschaftlichen Betrieb sind auch der optimale Einsatz von Fahrzeugen und Personal: Sie können gleichzeitig nur an einem Ort sein, sollen aber nicht unnötig herumstehen. Ein guter Fahrplan enthält genügend, aber nicht zu viele Reserven, damit kleine Verspätungen nicht auf andere Züge übertragen werden.
Fahrgäste schätzen den Taktfahrplan, weil er mit seinem regelmäßigen Aufbau leicht zu merken ist. Für den Planer liegen die Vorteile im durchgängigen, symmetrischen System. Taktfahrpläne werden als Netzplan konstruiert.
Im Fahrplan werden Züge in verschiedene Zuggattungen eingeteilt, beispielsweise InterCity für Züge im Fernverkehr oder S-Bahn im städtischen Nahverkehr. Im internen Fahrplan für das Betriebspersonal sind auch Güterzüge und Leerfahrten enthalten.
Auf den Triebfahrzeugen stehen dem Lokomotivführer der Buchfahrplan in gedruckter Heftausgabe und in elektronischer Form, in Deutschland das EBuLa, zur Verfügung. Bei Sonderzügen bzw. Entlastungszügen erfolgt ein gesondert erstellter Fahrplan, in Deutschland die Fahrplananordnung (Fplo), welche dem Lokführer z. B. als Faxausdruck übermittelt wird.

### Eisenbahnbetriebssimulation
Fahrpläne und Bahninfrastruktur werden mit Simulationsverfahren überprüft, mit denen Eisenbahn- und Nahverkehrsnetze in EDV-Programmen mit allen Strecken-, Signal- und Betriebsmerkmalen mit realitätsnahen Betriebsabläufen einschließlich der zugehörigen unterschiedlichen Störeinflüsse nachgebildet werden. Sie sind damit besonders geeignet, um die Leistungsfähigkeit dieser Netze unter Betriebsbedingungen zu überprüfen.
Simulationsverfahren zählen zu den vier netzbezogenen Verfahrensgruppen, mit denen konkrete Netze und ihre Fahrpläne entwickelt oder überprüft werden (auch als mikroskopische Verfahren bezeichnet). Weitere Verfahren: statistisch/deterministische Methode zur Bewertung von Ist-Zuständen, konstruktive Methode vorwiegend zur Entwicklung von Fahrplänen und die analytische Methode für grundlegende Untersuchungen auf wahrscheinlichkeitstheoretischer Grundlage.
Die Simulationsverfahren für Eisenbahn- und Nahverkehrsnetze zeichnen sich dadurch aus, dass die Zugfahrten über signaltechnisch gesicherte Gleisanlagen in Berechnungsläufen direkt nachgebildet werden. Die Methode baut auf einem konfliktfreien Fahrplan auf, der vorab meist mit der konstruktiven Methode entwickelt wurde. Der tatsächliche Betriebsablauf wird zunächst im Grundbetrieb und in weiteren Schritten realitätsbezogen simuliert, indem verspätete Zugfahrten in einer Vielzahl von Berechnungsläufen (meist mehrere Hundert) nachgebildet und beurteilt werden.
Weitere Einflüsse ergeben sich aus dem möglichen Ausfall von Infrastruktur (Notfallzustände) und Ausfall von Fahrzeugkomponenten, aus Haltezeitverlängerungen, beispielsweise auch bei Großveranstaltungen, aus zeitlich beschränkten Geschwindigkeitsbegrenzungen auf Streckenabschnitten und aus dem Einflussfaktor „Mensch“ bei der Bedienung und Handhabung der Infrastruktur. Für diese Modellierungen werden zwei unterschiedliche Methoden eingesetzt:
- Die synchrone Simulation lässt alle Fahrten im Untersuchungsraum gleichzeitig ablaufen. Die weitere Entwicklung des Betriebsgeschehens wird in Zeitschritten weiterverfolgt. Dabei sind Dispositionsentscheidungen zur Sicherung des Betriebes erforderlich, z. B. Haltezeitverlängerung, Nutzung/Nichtnutzung von Bedarfshalten, Änderungen von Zielgleisen in Bahnhöfen oder Verlagerung auf andere Streckenabschnitte. Hierbei sind „Deadlocks“ zu vermeiden, also Betriebszustände, bei denen kein weiterer Betrieb möglich ist und im Extremfall zwei Züge gegenüberstehen,[10]
- Die asynchrone Simulation lässt die Fahrten entsprechend ihrer Rangfolge (z. B. beginnend mit ICE) ablaufen, bei gleichrangigen entsprechend der zeitlichen Reihenfolge. Die Disposition ist vorausschauend erforderlich und erfolgt rangabhängig, meist auf Grundlage eines Fahrplans, der mit der analytischen Methode entwickelt wurde. Die zeitversetzte Betrachtung mit der asynchronen Simulation bildet das Betriebsgeschehen abstrakter ab.

Im Ergebnis der Simulationsläufe werden Aussagen erzielt über:
- Stabilität und Qualität eines Fahrplans, worüber auch die Anzahl und die Einwirkungen aus Dispositionsentscheidungen Aufschluss geben,
- Verspätungen an bestimmten Betriebspunkten und deren Gründe (Ur- und Einbruchverspätungen) sowie deren Auswirkungen durch Verspätungsübertragungen (Folge- und Zusatzverspätungen),
- Behinderungen aus der Infrastruktur, die sich in Verspätungen auswirken und damit auf unzureichend ausgestattete Abschnitte sowie auf Engpässe hinweisen, wozu ebenfalls die Anzahl und die Einwirkungen aus Dispositionsentscheidungen Aufschluss geben – im Einzelnen anhand der Protokolle aus den Berechnungsläufen,[11]
- Anschlussstabilität aus der Beurteilung von konkreten Einzelverbindungen. Beispielsweise können einzelne, stark besetzte Zubringerzüge beurteilt werden, so dass die Methode konkretere Ergebnisse liefert als nur Durchschnittswerte im betrachteten Streckennetz wie bei anderen Verfahren.[12]
- Umlaufsicherung,
- Vergleich und Bewertung unterschiedlicher Infrastruktur- und/oder Fahrplanvarianten.[13]

Die Berechnungsergebnisse werden anhand von Qualitäts- und Leistungskennwerten zusammengefasst und in Streckenkarten bildhaft dargestellt, beispielsweise durch maßstäbliche und farbige Balken. Zur Kennzeichnung von Verspätungen haben sich Verspätungsdauerlinien bewährt, mit denen die Verspätungszeit in Minutenintervallen mit dem zugehörigen prozentualen Aufkommen veranschaulicht wird. Auch diese Qualität lässt sich in Netzkarten durch farblich unterschiedene Streckenabschnitte veranschaulichen, die als „Gütekarte der Pünktlichkeit“ ähnlich wie Gewässergütekarten einen klaren Überblick ermöglichen.
Zur Methodendurchführung benötigt die Simulationsmethode einen hohen Detaillierungsgrad bei der Infrastruktur und eingehende Informationen zum Betriebsprogramm. Dies führt sowohl bei der Datenaufbereitung und der Übertragung in das Modell zu entsprechendem Zeitbedarf als auch bei der Auswertung und Bewertung der ermittelten Daten.

### Betrieb und Automatisierung

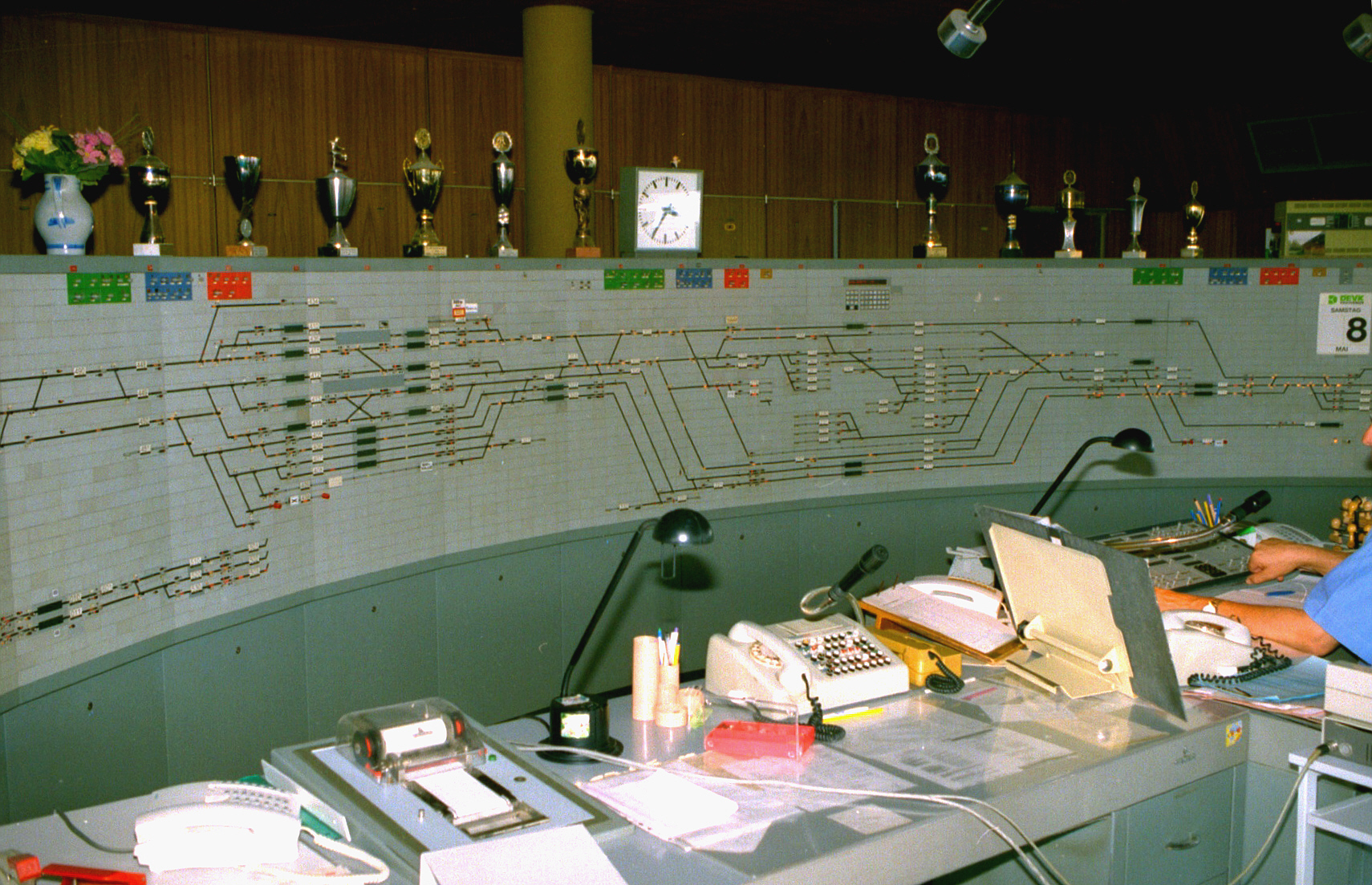
Stelltafel eines Stellwerkes

Das Einstellen des Fahrweges wurde in der Geschichte der Eisenbahn immer weiter zentralisiert und automatisiert. Stellwerke übernahmen die Bedienung der Weichen und Signale vor Ort. Mit dem Einsatz der Betriebsleittechnik können auch die Stellwerke ganzer Regionen fernbedient werden. Eine automatische Zuglenkung stellt Fahrstraßen anhand von elektronisch gespeicherten Fahrplandaten ein.

## Umwelt

### Vergleich
Die Umweltverträglichkeit des Schienenverkehrs wird üblicherweise – wie für andere Verkehrssysteme – unter den folgenden Gesichtspunkten beurteilt:
- Ressourcen- und Energieverbrauch (Landschaft, Rohstoffe, Energie),
- Belastung durch Schadstoffe und Partikel,
- Lärmbelastung.

Ergänzend werden volkswirtschaftliche Auswirkungen als externe Kosten aus Schäden an Personen und Sachwerten hinzugezogen. Wird der Schienenverkehr vergleichend den anderen Verkehrssystemen gegenübergestellt, so schneidet er beim Ressourcen- und Energieverbrauch besonders günstig gegenüber dem Straßenverkehr ab. Der Landschaftsverbrauch – und damit auch deren „Zerschneiden“ – liegt beim Schienenverkehr deutlich geringer. Eine Belastung – besonders beim Gütertransport – kann durch Lärm aus den Anfahr-, Roll- und Bremsgeräuschen entstehen.

### Ressourcen- und Energieverbrauch
|                                                                      | Einheit | Reisezug | Reisebus | PKW  | Flugzeug |
| -------------------------------------------------------------------- | ------- | -------- | -------- | ---- | -------- |
| Energie- verbrauch                                                   | MJ/Pkm  | 1,1      | 0,6      | 1,9  | 2,5      |
| CO2                                                                  | g/Pkm   | 63       | 42       | 138  | 183      |
| NOx                                                                  | g/Pkm   | 0,19     | 0,40     | 0,29 | 0,76     |
| SO2                                                                  | g/Pkm   | 0,02     | 0,09     | 0,06 | 0,121    |
| Quelle: Datenbank-Ergebnisse IFEU Heidelberg Pkm = Personenkilometer |         |          |          |      |          |

|                                                                    | Einheit | Güterzug | Binnen- schiff | LKW  | Flugzeug |
| ------------------------------------------------------------------ | ------- | -------- | -------------- | ---- | -------- |
| Energie- verbrauch                                                 | MJ/tkm  | 0,4      | 0,5            | 1,3  | 18,3     |
| CO2                                                                | g/tkm   | 22       | 33             | 93   | 240      |
| NOx                                                                | g/tkm   | 0,07     | 0,57           | 0,67 | 5,54     |
| SO2                                                                | g/tkm   | 0,02     | 0,04           | 0,05 | 0,85     |
| Quelle: Datenbank-Ergebnisse IFEU Heidelberg tkm = Tonnenkilometer |         |          |                |      |          |

Eine zweigleisige Schienentrasse verbraucht pro Kilometer 1,2 Hektar Fläche, eine Autobahn pro Kilometer mit 3,6 Hektar die dreifache Fläche. (Entsprechend 12 bzw. 36 m Breite.)
Der Energieverbrauch liegt im Schienenverkehr für den Personentransport bei 3,4 l Dieseläquivalent pro 100 Personenkilometer (Pkm), im Straßenverkehr hingegen bei 5,6 l Dieseläquivalent pro 100 Pkm für Alleinreisende. Im Gütertransport auf der Schiene wird nur ein Drittel der Energie des LKW-Transports benötigt – im Durchschnitt 1,2 l Dieseläquivalent pro 100 Tonnenkilometer (tkm) beim Bahntransport gegenüber 3,9 l Dieseläquivalent pro 100 tkm beim LKW-Transport. Der vergleichsweise günstige Energieverbrauch trägt in Verbindung mit anderen Energieträgern auch zu den geringeren CO2-, NOx- und Partikel-Emissionen bei, die etwa bei einem Drittel der leistungsbezogenen Emissionen aus dem PKW-Verkehr und einem Viertel bis einem Zehntel beim LKW-Verkehr liegen (s. Tabellen).
Der Schienengüterverkehr ist besonders bei mittleren bis hohen Transportentfernungen und bei Container- und Massenguttransporten vorteilhaft einzusetzen. Am gesamten Gütertransport ist er in Deutschland zu etwa einem Viertel beteiligt – gemessen in Tonnenkilometern. In den nächsten Jahren wird weiterhin mit einem überproportionalen Anwachsen von jährlich rund 6 % gerechnet.

### Emission von Feinstaub
Etwa 75 % der Feinstaubemission von Eisenbahnverkehr rührt vom Bremsenabrieb her. Traditionell reiben Bremsschuhe aus Grauguss auf der gedrehten, gehärtetem Radlauffläche aus  Stahl. Moderne Reisezugwagen tragen hingegen Bremsscheiben aus Stahl an den Achsen der Radsätze, in den Bremssätteln wirken Bremsbeläge aus gesintertem Kompositwerkstoff.
Auch am spurführenden und Haftreibung vermittelnden Rad-Schiene-Kontakt entsteht Eisenstaub.
Am Schleifkontakt des Stromabnehmers aus Kohle-Kupfer-Kontaktwerkstoff zum Oberleitungsdraht aus Kupfer entsteht ebenfalls Abrieb und durch Stromwärme und Lichtbogen Abbrand.
Eisenstaub, ursprünglich schwarz, fällt auf alle, insbesondere bodennahe Oberflächen an einer Bahntrasse. Durch Luftsauerstoff und Wasser bildet sich ein brauner Belag aus Eisenrost aus, etwa auf Gleisschotter, Schwellen, Schienen, Geländer, Oberleitungsmasten, Bahnsteig. Güterwagen sind daher häufig rostbraun oder dunkel lackiert, um die Färbung dieses Belags schon vorwegzunehmen.

### Lärmbelastung
Eine wesentliche Umweltbelastung geht beim Schienenverkehr vom Lärm aus, der durch Antriebs-, Roll- und Bremsgeräusche entsteht (s. a. Schienenverkehrslärm). Nach Umfragen aus dem Jahr 2008 fühlen sich 24 % der Bevölkerung in Deutschland durch Schienenverkehrslärm belästigt, darunter 12 % äußerst und 4 % stark belästigt.
Unter vergleichbaren Bedingungen ruft die Vorbeifahrt von Reise- und Güterzügen mit Graugussbremsen eine Lärmbelastung von 92 bis 95 dB (A) hervor – gemessen in 7,5 Meter Abstand bei einer Geschwindigkeit von 80 km/h. Bei Reisezugwagen mit Scheibenbremsen und beim ICE sinken bei gleichen Rahmenbedingungen die Werte auf 77 bis 82 dB (A), der Schalldruck wird also halbiert (zum Zusammenhang zwischen Messungen und dem „Hörereignis“ als menschlicher Wahrnehmung siehe Schalldruckpegel und Lautheit). Durch technische Maßnahmen an den Bremsen und Drehgestellen lässt sich die Lärmbelastung auch von Güterwagen auf Werte um 75 dB (A) senken. Weitere Lärmschutzmaßnahmen bestehen darin, den Lärm entlang der Schienenwege durch Schallschutzwände, Einhausungen bzw. Tunnel abzusenken. Als administrative Maßnahmen kommen lärmabhängige Trassenpreise in Frage, die bauartbedingte Lärmentwicklungen der Lokomotiven und Waggons berücksichtigen und über Kostenvorteile Anreize zur Lärmsenkung schaffen (zum aktuellen Stand in Deutschland siehe Trassenpreissystem).
Grenzwerte für den Lärmschutz an Schienenwegen sind nur für den Neubau oder die wesentliche Änderung mit der Verkehrslärmschutzverordnung (16. BImSchV vom 12. Juni 1990) festgelegt, wobei die Geräuschpegelgrenzwerte um 5 dB geringer angesetzt werden als beim Straßenverkehr (sog. Schienenbonus). Für den Lärmschutz an bestehenden Verkehrswegen gibt es keine Grenzwerte und damit auch keinen Rechtsanspruch auf Sanierung. Die Lärmsanierung an Schienenwegen wurde erst 1999 mit einem Jahresbudget von 100 Mio. DM begonnen und mittlerweile mit 100 Mio. Euro jährlich fortgesetzt. Im Jahr 2009 konnten zusätzlich 110,9 Mio. Euro aus dem Konjunkturpaket I und 48,3 Mio. Euro aus dem Konjunkturpaket II abgerufen werden. Diese derzeitigen Maßnahmen zum Lärmschutz umfassen knapp 3 % der Gesamtaufwendungen für das bundesweite Schienennetz, die zwischen 3,1 und 4,1 Mrd. Euro jährlich von 2000 bis 2009 für Ersatzinvestitionen im Bestandsnetz sowie für Neu- und Ausbauvorhaben lagen.
Die Belastungen durch Schienenverkehrslärm können für die Hauptverkehrswege und Ballungsräume direkt aus den Lärmkarten abgelesen werden, die im Rahmen der EU-Umgebungslärmrichtlinie erstellt wurden:
- Umgebungslärmkartierung an Schienenwegen von Eisenbahnen des Bundes mit deutschlandweiten, einzeln auswählbaren Kartenausschnitten zur Lärmbelastung an Schienenwegen[22]

Die Strecken mit den höchsten Lärmemissionen sind die Hauptstrecken des Güterverkehrs, zu denen in Deutschland beispielsweise der Rheinkorridor zählt sowie der Korridor Hamburg–Hannover–Göttingen–Fulda–Würzburg, aber auch Ost-West-Korridore wie Hannover–Hamm–Ruhrgebiet, Nürnberg–Passau und Mannheim–Stuttgart–Ulm–München–Rosenheim.

## Eisenbahnwesen als Studienfach
Ein Studiengang Eisenbahnwesen wird an mehreren deutschen, Schweizer, österreichischen und niederländischen Universitäten und Hochschulen angeboten.
In der deutschen Hochschulpolitik ist das Eisenbahnwesen als Kleines Fach eingestuft, die Arbeitsstelle Kleine Fächer listet für Deutschland (Stand Juni 2019) 19 eigenständige Lehrstühle an elf Universitäten, an denen auch Studiengänge angeboten werden. Neben diesen Universitäten bietet die Fachhochschule Erfurt einen Studiengang Eisenbahnwesen an.

## Rechtliches

### Deutschland
Eine Begriffsbestimmung für Eisenbahnen findet sich in § 2 des Allgemeinen Eisenbahngesetz (AEG) vom 27. Dezember 1993:

„(1) Eisenbahnen sind öffentliche Einrichtungen oder privatrechtlich organisierte Unternehmen, die Eisenbahnverkehrsleistungen erbringen oder eine Eisenbahninfrastruktur betreiben.

(2) Eisenbahnverkehrsleistungen sind die Beförderung von Personen oder Gütern auf einer Eisenbahninfrastruktur. Eisenbahnverkehrsunternehmen müssen in der Lage sein, die Zugförderung sicherzustellen. …

(3) Die Eisenbahninfrastruktur umfasst die Betriebsanlagen der Eisenbahnen einschließlich der Bahnstromfernleitungen.

(3a) Betreiber der Schienenwege ist jedes Eisenbahninfrastrukturunternehmen, das den Betrieb, den Bau und die Unterhaltung der Schienenwege der Eisenbahn zum Gegenstand hat, mit Ausnahme der Schienenwege in Serviceeinrichtungen.“

Keine Eisenbahnen im Sinne dieses Gesetzes sind dabei „andere Schienenbahnen wie Magnetschwebebahnen, Straßenbahnen und die nach ihrer Bau- oder Betriebsweise ähnlichen Bahnen, Bergbahnen und sonstige Bahnen besonderer Bauart“ (§ 1 Abs. 2 S. 2 AEG).
Für den Betrieb regelspuriger öffentlicher Eisenbahnen wurde gemäß § 26 Abs. 1 AEG die Eisenbahn-Bau- und Betriebsordnung (EBO) erlassen. Schmalspurbahnen unterliegen der Eisenbahn-Bau- und Betriebsordnung für Schmalspurbahnen (ESBO). Darüber hinaus haben die Bundesländer für nichtöffentliche Eisenbahnen Verordnungen über den Bau und Betrieb von Anschlussbahnen (BOA bzw. EBOA) erlassen. Eine Vereinheitlichung von EBO/ESBO und BOA/EBOA wird angestrebt. Dabei gibt es das Problem der Bund-Länder-Zuständigkeiten.
Bei Eisenbahnen des Bundes sowie bei nichtbundeseigenen Eisenbahnen mit Sitz im Ausland übt das Eisenbahn-Bundesamt (EBA) die Aufsicht aus. Für die nichtbundeseigenen Eisenbahnen mit Sitz in Deutschland sind die Länder zuständig; die meisten von ihnen haben die Eisenbahnaufsicht jedoch dem EBA übertragen.
Weitere Vorschriften:
- Eisenbahn-Signalordnung (ESO)
- Eisenbahn-Verkehrsordnung (EVO)
- Landeseisenbahngesetze

Die berühmt gewordene Definition des Reichsgerichts aus dem Jahre 1879 für die Eisenbahn lautete noch:

„Ein Unternehmen, gerichtet auf wiederholte Fortbewegung von Personen oder Sachen über nicht ganz unbedeutende Strecken auf metallener Grundlage, welche durch ihre Konsistenz, Konstruktion und Glätte dem Transport großer Gewichtsmassen bzw. die Erzielung einer verhältnismäßig bedeutenden Schnelligkeit der Transportbewegung zu ermöglichen bestimmt ist, und durch diese Eigenart in Verbindung mit den außerdem zur Erzeugung der Transportbewegung benutzten Naturkräften (wie Dampf, Elektrizität, tierischer, menschlicher Muskeltätigkeit, bei geneigter Ebene der Bahn auch schon der eigenen Schwere, der Transportgefäße und deren Ladung usw.) bei dem Betriebe des Unternehmens auf derselben eine verhältnismäßig gewaltige (je nach dem Umständen nur in bezweckter Weise nützliche, oder auch Menschenleben vernichtende und die menschliche Gesundheit verletzende) Wirkung zu erzeugen fähig ist.“

Sie wird heute als herausragendes Beispiel des Kanzleistils gewertet.

### Schweiz
Das schweizerische Eisenbahngesetz definiert:

„Eisenbahnunternehmen im Sinne dieses Gesetzes sind Unternehmen, die die Eisenbahninfrastruktur bauen und betreiben oder den Eisenbahnverkehr durchführen, die nach ihrer Zweckbestimmung von allen zur Beförderung von Personen und Gütern benützt werden können und deren Fahrzeuge spurgeführt sind.“

Dem Eisenbahngesetz unterstehen in der Schweiz auch Zahnradbahnen und Straßenbahnen (zu denen auch Trolley-Busse zählen), während die Standseilbahnen seit 2006 dem Seilbahngesetz unterstehen.

### Österreich
In Österreich bestimmt § 1 des Eisenbahngesetzes:
„Eisenbahnen im Sinne dieses Bundesgesetzes sind:
1. Öffentliche Eisenbahnen, und zwar:
  1. Hauptbahnen;
  2. Nebenbahnen:
  3. Straßenbahnen;

2. Nicht-öffentliche Eisenbahnen, und zwar:
  1. Anschlussbahnen;
  2. Materialbahnen.“

§1b EisbG definiert die zum Verkehr auf Eisenbahnen zugangsberechtigten Eisenbahnverkehrsunternehmen:

„Ein Eisenbahnverkehrsunternehmen ist ein Eisenbahnunternehmen, das Eisenbahnverkehrsleistungen auf der Schieneninfrastruktur von Hauptbahnen oder vernetzten Nebenbahnen erbringt sowie die Traktion sicherstellt, wobei dies auch solche einschließt, die nur die Traktionsleistung erbringen, und dem eine Verkehrsgenehmigung, eine Verkehrskonzession oder eine einer Verkehrsgenehmigung gemäß § 41 gleichzuhaltende Genehmigung oder Bewilligung erteilt wurde.“

## Dokumentation
- Die Eisenbahn. Motor des Fortschritts. Regie: Thomas Staehler, ZDF, Deutschland, 89 Minuten, 2023